# کاستروفیلیپو
کاستروفیلیپو (به ایتالیایی: Castrofilippo) یک کومونه در ایتالیا است که در استان آگریجنتو واقع شده‌است.

## خصوصیات
کاستروفیلیپو ۱۸٫۰ کیلومترمربع مساحت و ۳٬۱۷۰ نفر جمعیت دارد و ۴۷۰ متر بالاتر از سطح دریا واقع شده‌است.